# Genzyme
Genzyme Corporation (NASDAQ: GENZ) es una compañía biotecnológica con sede en Cambridge, Massachusetts. Genzyme es la tercera compañía biotecnológica más grande del mundo, empleando a más de 11.000 personas en todo el mundo. En este momento, la compañía funciona en 80 lugares en 40 países. Esto incluye 17 instalaciones de manufacturación y 9 laboratorios de pruebas genéticas. Los productos de la compañía están disponibles en cerca de 90 países. En 2007, Genzyme generó 3.800 millones de dólares de beneficios, con más de 25 productos en los mercados mundiales.
Filantrópicamente, la compañía ha donado 83 millones de dólares en productos alrededor del mundo; en 2006, donó 11 millones de dólares en efectivo.
En 2006 y 2007 Genzyme fue nombrada una de las "100 mejores compañías para las que trabajar" por la revista Fortune. Además, en 2005, Genzyme fue premiada con la Medalla Nacional de Tecnología de los Estados Unidos, el galardón de más alto nivel otorgado por el presidente de los Estados Unidos a empresas líderes en innovación.

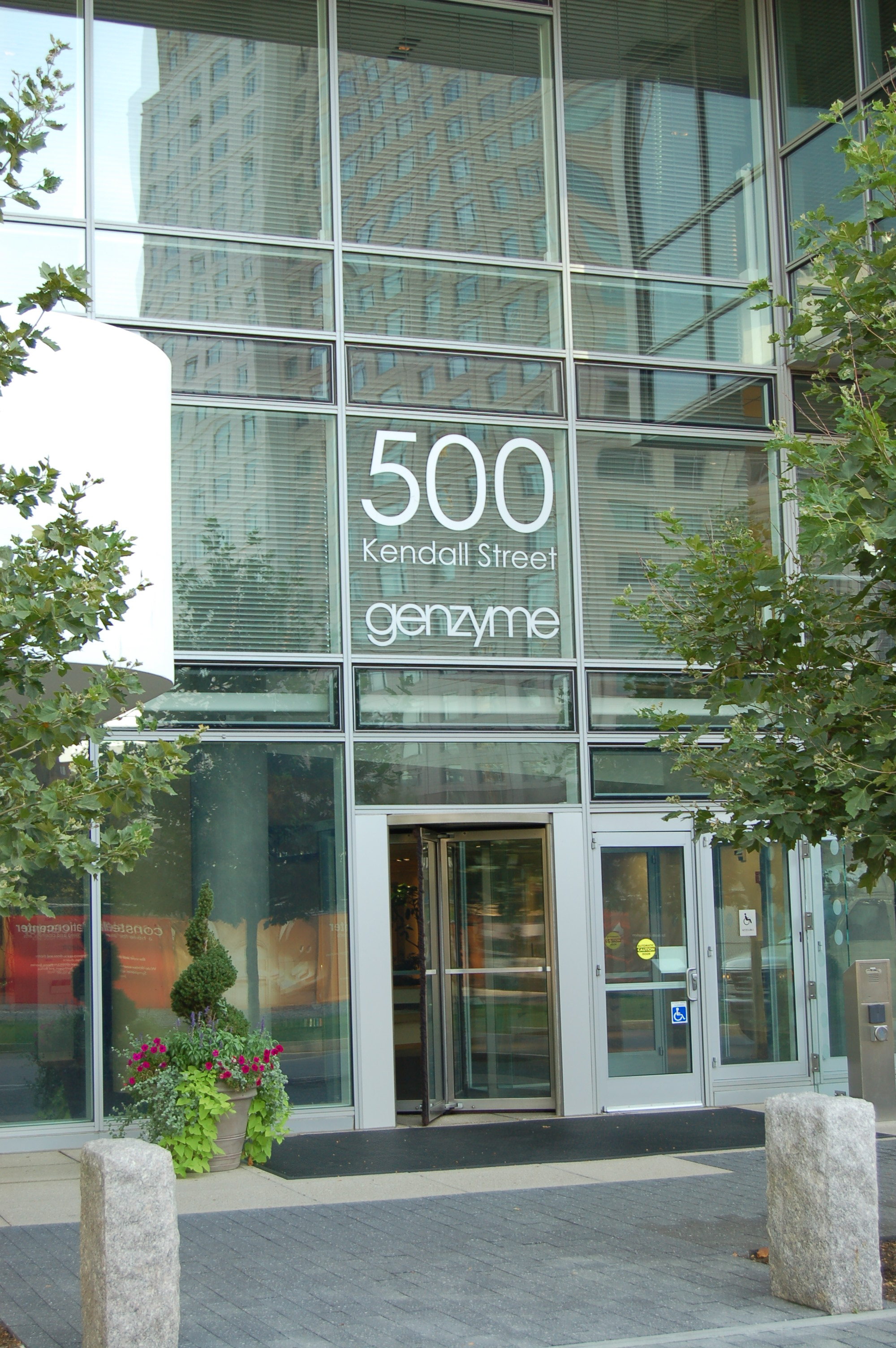
Sede central de Genzyme en Cambridge, Massachusetts

La compañía, creada por Sheridan Snyder y el científico Henry Blair en 1981, estaba primordialmente enfocada a encontrar fármacos que curasen estados de deficiencia de enzimas ("enzima" = "enzyme" en inglés) que fuesen esenciales para la supervivencia humana y que normalmente afectaban a un porcentaje muy reducido de la población mundial. Los fármacos usados para curar tales estados son considerados "fármacos huérfanos". En 1986, la compañía se hizo pública, recaudando 27 millones de dólares.

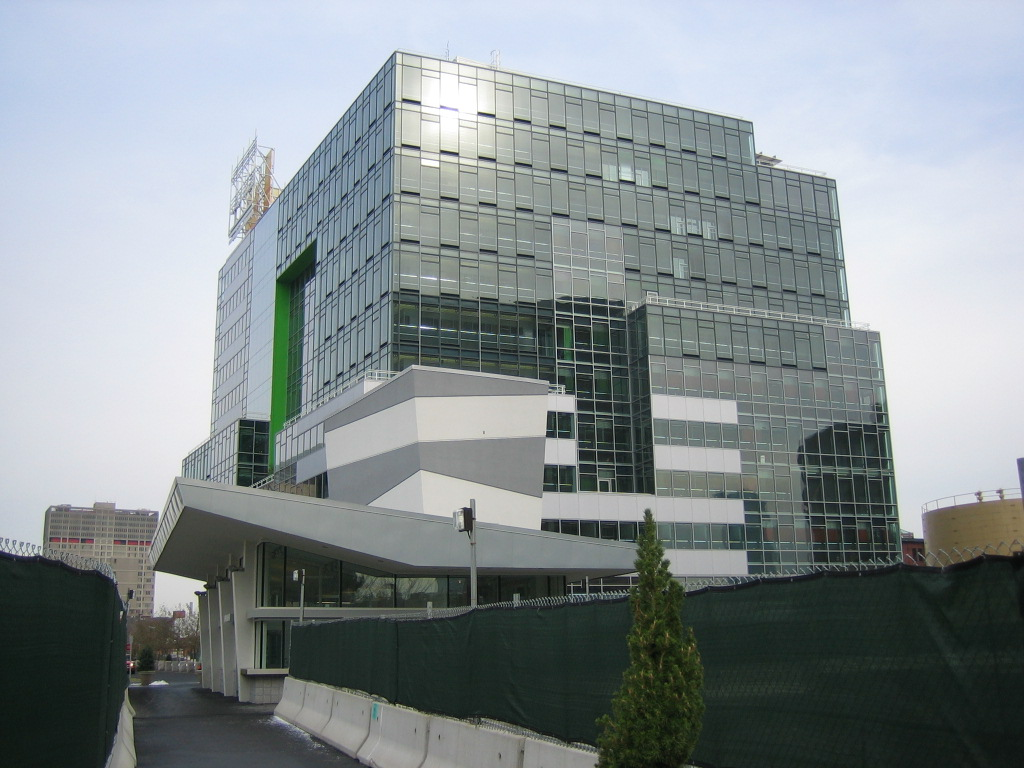
Sede central global de Genzyme.

 Genzyme se centra en seis áreas de la medicina relacionadas con enfermedades de almacenamiento lysosomal, enfermedad renal, ortopedia, trasplante y enfermedades inmunes, oncología, genética y diagnósticos.
El primer fármaco huérfano hecho por Genzyme y aprobado por la FDA (Administración de alimentos y fármacos estadounidense) fue Ceredase, un fármaco para tratar la enfermedad de Gaucher. Ceredase fue reemplazada por Cerezyme al cabo del tiempo, la cual, a un coste de 200.000 dólares por paciente anualmente de por vida, actualmente representa aproximadamente el 30% de los beneficios de Genzyme. Otros fármacos importantes hechos por Genzyme son Renagel, empleado en el tratamiento de diálisis, y Fabrazyme utilizado para tratar pacientes con la enfermedad de Fabry. Otros productos en desarrollo son Tolevamer para la enfermedad de colitis Clostridium difficile y Campath para leucemia linfocítica crónica.
Genzyme poseía una sublicencia de Bioenvision para comercializar clofarabine en Norteamérica. El sábado 29 de mayo de 2007 Genzyme realizó una oferta amistosa para comprar Bioenvision a 5.60 dólares por acción. El 27 de octubre de 2007 la mayoría de los accionistas votaron a favor de la adquisición por Genzyme.
En 2007, el CEO y presidente del consejo de administración Henri Termeer ganó 2,5 millones de dólares en salario, y una compensación no monetaria valorada en 129 millones de dólares.

## Lista de productos
- Cerezyme
- Fabrazyme
- Aldurazyme
- Myozyme
- Renagel
- Hectorol
- Synvisc
- Carticel
- Thymoglobulin
- Alemtuzumab (nombres comerciales Campath y Lemtrada)
- Clolar
- Thyrogen
- Sepra familia de productos
- Epicel